# Sexe anal

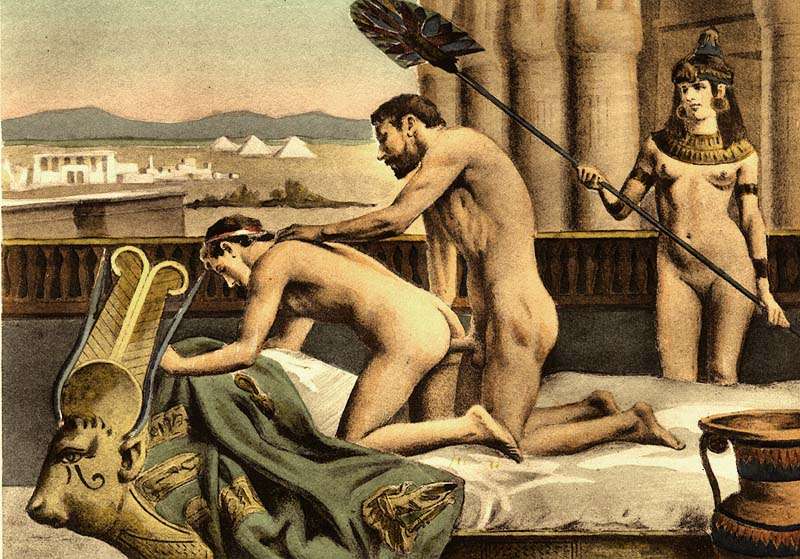
Pintura d'Édouard-Henri Avril (1843-1928, pintor francés de temàtica eròtica), que mostra un coit anal homosexual.

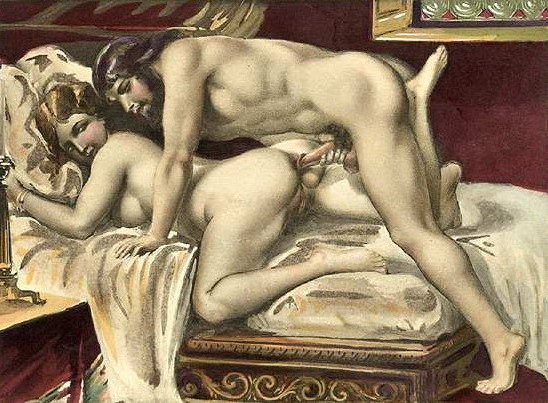
Pintura reproduint un coit anal a una dona.

El sexe anal o coit anal, dit també sodomia, és una pràctica sexual. Està realitzat on l'anus o el recte o tots dos alhora són estimulats, sovint per mitjà de la inserció del penis o altres objectes. Aquesta activitat pot ser agradable atès que el recte conté terminacions nervioses que poden ser estimulades i per la seva proximitat a les parets vaginals, en les dones, i l'estimulació de la pròstata en els homes.
Alguns sexòlegs classifiquen aquesta zona com el punt G masculí. Amb l'estimulació, la pròstata produeix un dels líquids que formen el semen, i alhora una sensació d'ejaculació, encara que no sigui acompanyada d'una erecció del penis. Aquest coit pot conduir a l'orgasme.
La majoria de les institucions mèdiques recomanen de tenir cura en practicar el sexe anal. El recte, a diferència de la vagina, no conté un sistema de lubricació propi i, per tant, la fricció excessiva pot danyar la paret rectal i causar una hemorràgia. Aconsellen, a més de la utilització de lubricants, de sempre utilitzar un preservatiu o condó per tal de prevenir infecció del penis per bacteris rectals o malalties de transmissió sexual (inclosa la sida). No s'ha d'inserir a la vagina cap objecte ni el penis després de practicar el coit anal per tal d'evitar infeccions.